# Thayngen
Thayngen es una comuna suiza del cantón de Schaffhausen. Tiene una población estimada, a inicios de 2020, de 5,477 habitantes.
Limita al noroeste con la comuna de Tengen (GER-BW), al norte con Hilzingen (GER-BW), al este con Gottmadingen (GER-BW), al sur con Dörflingen, al suroeste con Schaffhausen, y al oeste con Stetten, Lohn y Büttenhardt.

## Historia
El 1 de enero de 2004 la comuna de Barzheim se unió a Thayngen. El 1 de enero de 2009 las comunas de Altdorf, Bibern, Hoffen y Opfertshofen también se unieron a Thayngen. 